# Rodrigo Zalazar
Rodrigo Zalazar Martínez (* 12. August 1999 in Albacete) ist ein uruguayisch-spanischer Fußballspieler. Der zentrale Mittelfeldspieler steht bei Sporting Braga unter Vertrag und ist seit 2023 uruguayischer A-Nationalspieler.

## Karriere

### Vereine
Zalazar begann das Fußballspielen im Jahr 2007 bei Albacete Balompié, wo auch sein Vater, der ehemalige uruguayische A-Nationalspieler José Luis Zalazar (* 1963), sieben Jahre gespielt hatte. 2015 wechselte er zum FC Málaga, für dessen Jugendmannschaften er anschließend mit Ausnahme einer Leihe in der Saison 2016/17 spielte. Zur Spielzeit 2019/20 wechselte Zalazar zum Bundesligisten Eintracht Frankfurt, bei dem er einen Vierjahresvertrag unterschrieb. Drei Tage nach dieser Verpflichtung wurde er für ein Jahr an den polnischen Erstligisten Korona Kielce verliehen. Dort kam Zalazar am 20. Juli 2019 beim 1:0-Auswärtssieg im Ligaspiel gegen Raków Częstochowa zu seinem Profifußballdebüt. Ende April 2020 kehrte der zentrale Mittelfeldspieler aufgrund einer durch die COVID-19-Pandemie erzwungenen Saisonunterbrechung vorzeitig zur Eintracht zurück.
Zur Saison 2020/21 wurde er für ein Jahr an den Zweitligisten FC St. Pauli verliehen. Unter dem Cheftrainer Timo Schulz gehörte der Uruguayer auf Anhieb zum Stammpersonal. Er absolvierte alle 34 Ligaspiele, stand dabei 32-mal in der Startelf und erzielte 6 Tore. Nach einer schwachen Hinrunde, nach der sich der FC St. Pauli im Tabellenkeller befunden hatte, folgte eine starke Rückrunde mit Platz 4 in der Rückrundentabelle. Zalazar wurde vom Kicker in der Rangliste für die Rückrunde auf der Position Mittelfeld offensiv als auffällig bewertet.
Zur Sommervorbereitung 2021 kehrte Zalazar zu Eintracht Frankfurt zurück, wechselte aber Anfang August 2021 bis zum Ende der Saison 2021/22 auf Leihbasis zum Bundesliga-Absteiger FC Schalke 04. Im Anschluss hatte der FC Schalke 04 die Möglichkeit, Zalazars Transferrechte zu erwerben und ihn mit einem Vertrag bis zum 30. Juni 2025 auszustatten. Diese Möglichkeit nahmen die Schalker Ende März 2022 wahr und banden Zalazar bis zum 30. Juni 2026 an sich. Mit dem Verein stieg er in der Spielzeit 2021/22 als Stammspieler und Leistungsträger in die Bundesliga auf, in der man in der Saison 2022/23 jedoch nicht die Klasse halten konnte.
Nach dem Abstieg mit Schalke wechselte Zalazar im Juli 2023 für eine Ablöse von 6 Millionen Euro zu Sporting Braga nach Portugal.

### Nationalmannschaft
Zalazar spielte Anfang 2019 mit der uruguayischen U20-Nationalmannschaft bei der U20-Südamerikameisterschaft in Chile. Im Turnier kam er siebenmal zum Einsatz und belegte mit seinem Team den dritten Platz. Insgesamt absolvierte Zalazar für die Auswahl 19 Spiele und erzielte ein Tor.
Am 15. Juni 2023 debütierte Zalazar bei einem Testspiel gegen Nicaragua in der A-Nationalmannschaft und traf beim 4:1-Sieg doppelt.

## Erfolge
FC Schalke 04
- Deutscher Zweitligameister: 2022

SC Braga
- Portugiesischer Ligapokalsieger: 2024

Persönliche Auszeichnungen
- Tor des Monats: Mai 2022

## Persönliches
Zalazar ist der Sohn des ehemaligen uruguayischen Fußballnationalspielers José Luis Zalazar. Er ist der jüngere Bruder von Kuki Zalazar und der ältere Bruder von Mauro Zalazar.
Er besitzt neben der uruguayischen auch die spanische Staatsangehörigkeit.